# Carl Raswan

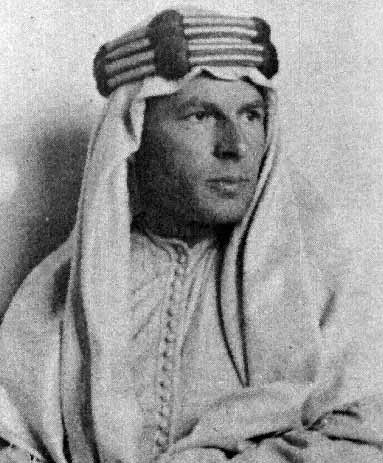
Carl Raswan im traditionellen Gewand der Ruala-Beduinen (Foto um 1927)

Carl Reinhard Raswan (geboren als Carl Reinhard Schmidt) (* 7. März 1893 in Dresden; † 14. Oktober 1966 in Santa Barbara, Kalifornien) war einer der bedeutendsten Kenner und Förderer des asilen Araberpferdes, Buchautor und Verfasser von Fachbeiträgen, sowie Verfechter für das Verständnis der eng mit der Araberzucht verbundenen Beduinenstämme Arabiens, deren Lebensweisen und einer völkerumfassenden Toleranz.

## Leben

### Kindheit und Umfeld
Carl Raswan wurde im Dresdner Stadtteil Laubegast-Tolkewitz unter dem Namen Carl Reinhard Schmidt als Kind des Mediziners Martin Schmidt und einer ungarischen Mutter geboren.
Schon in frühen Jahren suchte der junge Carl Raswan zu ergründen, was jenseits der Elbe, hinter den gegenüberliegenden Bergen, verborgen war. Im Alter von fünf Jahren kam Carl Raswan erstmals mit Pferden in Berührung, als ihm sein Vater das Pony Phili schenkte. Mit dem Erwerb des auf der gegenüberliegenden Seite der Elbe gelegenen Dr. Klenke’s Kurpark Wachwitz im Jahre 1898 durch seinen Vater erschloss sich für Carl Raswan und sein Pony die Möglichkeit für größere Ausflüge in das Dresdner Umland, ohne die Elbe überqueren zu müssen.

### Schulischer Werdegang
1902 erfolgte die Einschulung von Carl Raswan in das humanistische Königliche Wettiner Gymnasium zu Dresden. Hier konnte er das klassische europäische Altertum und seine Sprachen studieren. Carl Raswan las die antiken Hippologen, wie Simon von Athen, Xenophon, Varro, Oppian und Palladius.
Seine Schulferien verbrachte Carl Raswan mit seinem Pony häufig bei seinem Onkel, dem Oberforstrat Bernhard Schmidt im Forsthaus Kreyern im Spitzgrund. Bei einem dieser Ferienaufenthalte beobachtete Carl Raswan den jungen Prinzen Ernst-Heinrich von Wettin, der mit seinem, vom Ungarischen König erworbenen, arabischen Schimmel in den Moritzburger Schlossteich ritt. Der Schimmel war vermutlich ein Shagya-Araber und Carl Raswan beobachtete, wie das Pferd sich selber in dem Spiegelbild im Wasser erkannte und damit spielte. Dieses Erlebnis weckte sein Interesse für das arabische Pferd und wurde zum Schlüsselerlebnis für Carl Raswan.

### Prägende Studienreise
Nach seinem Abitur schickten seine Eltern Carl Raswan auf sein Drängen im Mai 1911 auf eine dreiwöchige Reise nach Griechenland.  Zuvor verbrachte er einige Tage in Konstantinopel (heute Istanbul), der damaligen Hauptstadt des Osmanischen Reiches. Carl Raswan stellte die Reise unter das Motto seines Kindheitstraumes „auf der Suche nach dem idealen Pferd“. Er verbrachte die meiste Zeit mit dem Studium antiker Kunstwerke, die Pferde darstellten; z. B. den Parthenon-Fries des griechischen Bildhauers Phidias aus dem 5. Jahrhundert v. Chr., und dem panathenischen Festzug mit den hundert Pferden. In der Privatbibliothek eines befreundeten griechischen Archäologen informierte er sich über die Geschichte des antiken Pferdes. Hier fiel Carl Raswan auch das Werk Eine Pilgerfahrt nach Nedschd in die Hände, was ihn zutiefst beeindruckten und zu der Aussage hinreißen ließen: „Nach meiner Rückkehr aus Athen konnte ich mir meine Zukunft nicht mehr in Europa vorstellen …“

### Erste Orientreise

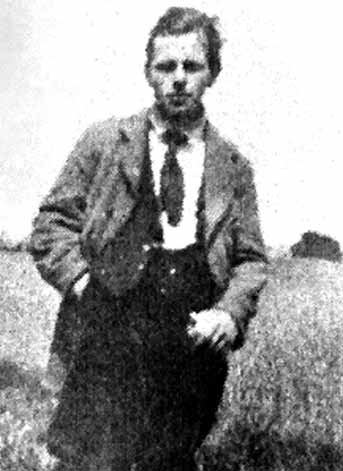
Carl Raswan im Alter von 19 Jahren als landwirtschaftlicher Praktikant in Ägypten in der Nähe von Alexandria. (Foto 1912)

Inspiriert von den Schriften von Lady Anne Blunt und seinen Studien der antiken Kunstwerke, begann Carl Raswan kurz nach seiner Rückkehr aus Griechenland mit dem Studium alles Arabischen, und in nur wenigen Jahren beherrschte er sowohl die Sprache als auch die Schrift auf muttersprachlichem Niveau. Sehr gelegen kam Carl Raswan gegen Ende 1911 eine Einladung seines Vetters nach Ägypten, der dort einen Import-/Exporthandel in Kairo betrieb. Er reiste über Triest und Alexandria nach Kairo. Nach der Geschäftsaufgabe seines Vetters wurde Carl Raswan 1912 Assistent auf der Santa Stefano Farm in Ramle, östlich von Alexandria, wo er für die Bewässerungstechnik der Farmanlage zuständig war und sich ausgiebig mit den Problemen der bäuerlichen Bevölkerung, den Fellachen, auseinandersetzte.
Die damals 16-jährige Schwester Charlotte Schmidt folgte Carls Raswan nach Ägypten, um für ihn die Haushaltsführung zu übernehmen. Auf ihren Ausflügen zu Pferde in die Umgebung um Alexandria schlossen Carl Raswan und seine Schwester die ersten Bekanntschaften mit den Beduinen der Umgebung. So trafen sie eines Tages Sheikh Ammer Ibn-el-Aide vom Stamm der Would Ali, der einen kleinen arabischen Hengst namens Ghazal (arabisch für Gazelle) ritt. In dem Zelt des Sheikh lernten beide die Gebräuche und das Familienleben der Beduinen kennen. Dort lernte Carl Raswan auch Marzuki, den ehemaligen Stallmeister des ägyptischen Königs Tewfik (auch Taufik) kennen und schloss Freundschaft.

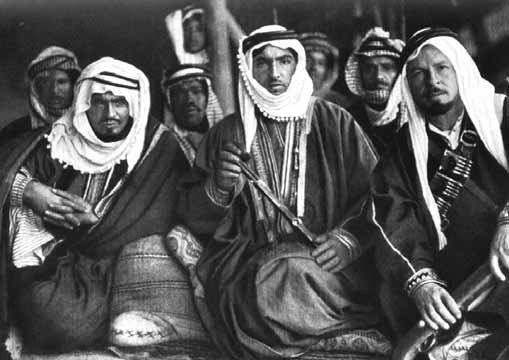
Carl Raswan (rechts) im Häuptlingszelt der Ruala-Beduinen. Links neben ihm, sein Blutsbruder Prinz Fuaz. (Foto um 1930)

Auf der Suche nach dem „Traumpferd“ lud Marzuki Carl Raswan ein, ihn auf eine Reise nach Jerusalem und Damaskus zu begleiten, wo er Pferde züchtende Beduinenstämme kontaktierte. Sheikh Ammer stellte Carl Raswan seinen Hengst Ghazal für diese Reise zur Verfügung. Die Freundschaft zwischen dem Sheikh und Carl Raswan war so innig, dass dieser ihm den Beinamen „Aziz“ (arabisch für der Geliebte) gab. Diesen Beinamen behielt Carl Raswan auch später bei anderen Kontakten mit den Beduinen bei. Während dieser, ca. ein Jahr andauernden, ersten Reise durch Arabien lernte Raswan die nomadisierenden Stämme der arabischen Beduinen kennen, studierte Lebensweise, Religion und das soziale Gefüge der Beduinenstämme. Das gemeinsame Interesse am Arabischen Pferd und die gemeinsamen Erlebnisse in der Wüste festigten diese Beziehung und führten zu der Blutsbrüderschaft zwischen Carl Raswan und dem jungen Beduinenprinz Fawaz as-Shaalan (Fuaz). Diese enge Bindung der Familien hielt bis zum Tod von Carl Raswan an. Im Verlauf dieser Reise, die Carl Raswan später auch in seinem Buch Trinker der Lüfte beschrieb, erkannte er den Hengst Ghazal, einem Vertreter der asilen Araberpferde, als sein „Traumpferd“. Ghazal wurde ihm später von Sheikh Ammer zum Geschenk gemacht.

### Erster Weltkrieg
Im Herbst 1914 erhielt Raswan den Einberufungsbefehl zum Königlichen Sächsischen Husarenregiment Nr. 18 nach Großenhain, wurde jedoch zurückgestellt. Raswan meldete sich daraufhin im Mai 1915 als Freiwilliger in der deutschen Botschaft in Konstantinopel. Raswan war beteiligt an den schweren Kämpfen um Gallipoli, den Dardanellen und kämpfte mit der 4. türkischen Armee am Suez-Kanal, wonach er an Malaria, Flecktyphus und Lungenabzess erkrankte. Nach der Beteiligung an Schlachten in Mesopotamien (dem heutigen Irak) kam Carl Raswan 1917 in die Ukraine, wo er den russisch-deutschen Waffenstillstand miterlebte. Auf dem Weg in die Heimat erlebte Raswan in Warschau die Oktoberrevolution, bevor er 1918, durch die Entbehrungen völlig abgemagert, in Dresden angelangte.

### Auswanderung in die USA
In seiner Geburtsstadt fand Carl Raswan jedoch kein Zuhause mehr vor und entschloss sich 1921, nach Oakland (Kalifornien) zu seiner mittlerweile 61-jährigen Mutter zu fahren. Raswan nahm somit die USA als seine Wahlheimat an. Es dauerte weitere vier Jahre, bis Carl Raswan sich 1925 weitestgehend von den gesundheitlichen Folgen des Ersten Weltkrieges erholt hatte.
Will Keith Kellogg, ein Züchter arabischer Vollblüter, der eine Farm in der Nähe von Pomona (Kalifornien) unterhielt, bat ihn  Ende 1925, Zuchttiere bei Judith Blunt-Lytton, 16. Baroness Wentworth (auch Lady Wentworth genannt) auf ihrem Gestüt Crabbet Park in Sussex (Großbritannien) zu erwerben. So kam es am 22. Februar 1926 zu einem Import ausgewählter Araberpferde, welche die Zucht der USA qualitativ nachhaltig aufwerteten. Ein Pferd aus dieser Auswahl war der Schimmelhengst Raswan (AV 1921), der beste Sohn des bekannten polnischen Araberhengstes Skowronek (AV 1908), den Wentworth Carl Raswan schenkte. Der Hengst Raswan war auf der Kellogg-Farm untergebracht, wurde dort jedoch aus Niedertracht umgebracht. Als Karl Kellogg die Nachricht über den Tod des Hengstes an Carl Raswan überbrachte, soll dieser sich wie folgt geäußert haben:
„Tot??“, schrie Carl. „Nein! Er soll leben! Von nun an wird alles, was ich tue, in seinem Namen geschehen!“
Seit diesem Ereignis nannte sich der gebürtige Carl Schmidt nunmehr Carl Raswan (Raswan, auch Radhwan, ist nach muslimischem Glauben der Engel der Barmherzigkeit am Eingang zum Paradies).
Mit einem Pferd aus der Zucht der Hingham Stock Farm aus Massachusetts/USA, dem Apfelschimmelhengst Jadaan wirkte Carl Raswan im April 1926 als Double für den Schauspieler Rudolph Valentino bei den Dreharbeiten zu dem Film Der Sohn des Scheichs in einer Wüste in der Nähe von Yuma (Arizona) mit. Während der Dreharbeiten geriet Carl Raswan in einen Sandsturm, der ihn beinahe das Leben kostete.

### Zweite Orientreise

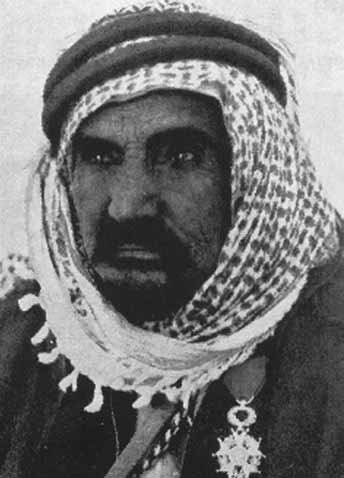
Amîr Nuri as-Shaalan; langjähriger Führer der Ruala-Beduinen, der trotz seines strapaziösen Lebens 103 Jahre alt wurde (Foto von Carl Raswan um 1927)

Die dramatischen Ereignisse weckten bei Carl Raswan die Sehnsucht nach „seinen“ Beduinen und so unternahm er noch im gleichen Jahr eine Reise zu dem Stamm der Ruala in die Wüsten- und Steppengebiete Noradarabiens. Während dieser Reise vertiefte sich die enge Beziehung zwischen Carl Raswan und der Familie seines Blutsbruders Prinz Fawaz, dessen Großvater Amîr Nuri as-Shaalan Raswan sehr zugetan war. Die Erlebnisse und Erkenntnisse dieser Reise schilderte Raswan in seinem Buch „Im Land der schwarzen Zelte“.
1928 unternahm Carl Raswan eine weitere Reise nach Innerarabien und besuchte mehrere Beduinenstämme. Er wurde  Zeuge einer einschneidenden Entwicklung, die zu einem starken Rückgang des arabischen Pferdes in seiner Ursprungsregion geführt hat und deren Auswirkung Züchter noch heute wahrnehmen können:
„seit dem Weltkriege fallen das letzte Romantische und die Ideale des Beduinenlebens in sich zusammen. Mauser- und Maschinengewehre und nun auch Automobile vernichten Hunderte von Pferde in gegenwärtigen Kämpfen, die vorher mit Lanzen und primitiven Waffen … nur ungefährliche Wunden verursachten und wobei ritterliche Tugenden und Gesetze ihre Leidenschaft (z. B. die Blutrache) im Zaume hielten. - … Im Oktober 1927 erlebte ich einen … Fall bei den Fid’an-’Anaza-Beduinen, welche 135 Stuten an einem Tag verloren…“
Auch das Jahr 1928 war durch derartige Ereignisse gekennzeichnet, wozu sich eine Dürre gesellte, durch die bei den Ruala-Beduinen über Wochen täglich bis zu 2.000 Kamele verdursteten.

#### Aufnahme in den Stamm der Ruala
Am 15. April 1929 wurde Carl Raswan offiziell in den Stamm der Ruala und in die Familie von Nuri Shaalan aufgenommen. Diese große Auszeichnung für einen Europäer und Christen (Zitat Raswan: „Meine Religion musste ich bei den Beduinen niemals verleugnen.“) bewegte Raswan dazu, sich fortan Abd al-Aziz Ibn Radhwan, the Ruala zu nennen. Im gleichen Jahr vermittelte Raswan ein Friedensabkommen zwischen 21 Führern rivalisierender Beduinenstämme, was ihm zu hohem Ansehen verhalf. Seine Erlebnisse schilderte Raswan in seinem Buch Der Araber und sein Pferd sowie im Textteil des Buches Arabische Pferde von U. Guttmann.

### Einfluss auf die Zucht Arabischer Vollblutpferde in Europa

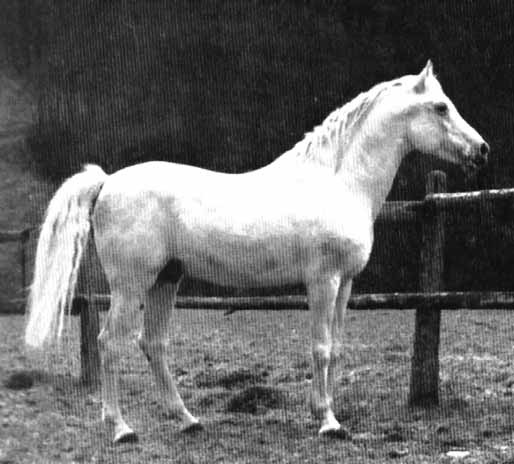
Jasir (1925) von Mabrouk Or. Ar. (1912) aus der Negma Or.Ar. (1906). (Foto von Carl Raswan um 1929)

Eine Veröffentlichung Raswans in der Zeitschrift ST.GEORG über das Gestüt Manial des Prinzen Mohamed Ali, in der ein Foto des Schimmelhengstes Jasir Or.Ar. (=Original Araber) abgebildet war, führten 1929 zu einer Anfrage der Besitzerin des Königlich Württembergischen Gestüts Weil, Pauline Fürstin von Wied, diesen Hengst als Hauptbeschäler für ihren Zuchtbestand zu erwerben. Raswan nahm den Auftrag an, der sich als schwieriger erwies als angenommen. Er schrieb hierzu:
„… Nach monatelangen Verhandlungen… nach einer persönlichen Rücksprache mit dem König von Ägypten… gelang es mir endlich, diese großen Liebhaber und Züchter des edlen arabischen Pferdes in Ägypten zu überzeugen, dass sich ihr Opfer, Jasir nach Deutschland zu schicken, im Laufe der Zeit als Gewinn für Ägypten erweisen würde.“
Der Hengst wurde daraufhin in einer 16-tägigen Reise per Schiff und Bahn von Kairo nach Weil überführt. Jedoch erwies sich Jasir als „kleiner Ausreißer“, der die Freiheit über alles schätze. Nachdem er seinen Anbindestrick durchgeknabbert hatte, promenierte er in Venedig über das Sonnendeck des Schiffs, fiel dann in eine Luke, zwei Decks tief auf dicke Baumwollballen, sprang auf, schüttelte sich und lief dann entlang eines schmalen, stählernen Ganges zu einer Plattform, von der aus man den gesamten Maschinenraum überblicken konnte, wo der Ausreißer wieder unversehrt eingefangen wurde. Jasir wurde nach Auflösung des Königlichen Gestüts in Weil in den Zuchtbestand des Württembergischen Haupt- und Landgestüts Marbach übernommen.

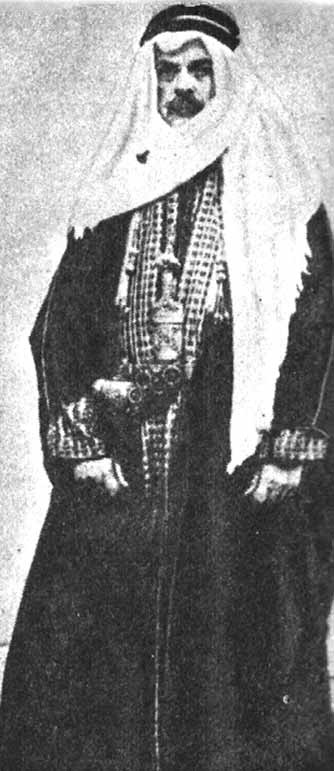
Bogdan von Zietarski (1884 bis 1958) war von 1927 bis 1944 Leiter des Gestütes Gumniska (gegründet 1853) bei Roman Fürst Sanguszko. (Foto Carl R. Raswan um 1930–31)

Eine weitere Förderung der europäischen Bestände an arabischen Pferden nahm 1930 seinen Anfang, als Carl Raswan von dem polnischen Fürsten Roman Sanguszko gebeten wurde, original arabische Zuchtpferde für sein Gestüt in Gumniska (Südpolen) zu erwerben. Zusammen mit dem Gestütsleiter Bogdan Zietarski reiste er ca. 12.000 km im Vorderen Orient und besichtigte über 10.000 Pferde. Das Ergebnis der Reise, die von November 1930 bis Mitte 1931 andauerte, war der Import von fünf Hengsten und vier Stuten. Der Hengst Kuhailan Zaid db (=desertbred) kam in das ungarische Gestüt nach Bábolna, dessen Leitung sein Kollege und Freund Tibor von Pettkó-Szandtner gerade übernommen hatte, die restlichen Pferde wurden nach Gumniska gebracht. Ein Nachkomme des Hengstes Kuhailan Haifi db aus diesem Ankauf ist der Hengst Ofir (AV 1933), der später auf dem polnischen Staatsgestüt Janów Podlaski weitreichenden Einfluss auf die Zucht des Vollblutarabers in Europa nahm. Raswan und Zietarski verband seit dieser Reise eine enge Freundschaft und tiefe Hochachtung. In einem Schreiben vom 6. August 1955 an den namhaften Hippologen Johannes Erich Flade, ein Landsmann und Freund Carl Raswans, lobte Raswan die Fachkenntnis und „Pferdemännischkeit“ von Bogdan Zietarski ausgiebig.

### Dritte Orientreise
Im Sommer 1936 reiste Raswan wieder in den Vorderen Orient. Ursprünglich wollte er seine arabischen Freunde besuchen. Die politischen Verhältnisse machten diese Reise jedoch sehr gefährlich. Raswan reiste, meist mit Auto, von Kairo nach Akaba, in das heutige Syrien, von dort durch den Irak nach Bagdad und weiter in den Iran nach Teheran, bevor er über Alexandria und Genua den Weg zurück antrat. Die Erlebnisse dieser Irrfahrt berichtet Raswan in seinem Buch „Escape from Baghdad“.

### Eigene Zucht und literarische Werke
Seit Ende der 1930er Jahre unterhielt Carl Raswan ein kleines Gestüt in den Sandia-Bergen in Neu-Mexiko (USA), auf dem er arabische Vollblüter züchtete. Im Verlauf des Zweiten Weltkriegs begann Raswan mit der Ordnung seiner Aufzeichnungen, um diese zu publizieren. Hieraus entstand u. a. das Buch „Söhne der Wüste“. Die Ordnung dieser Aufzeichnungen dauerte mehr als acht Jahre.
In einem Schreiben an Flade vom 11. Mai 1955 berichtete Raswan, dass er in einem nächsten Projekt einen Index veröffentlichen wolle, der sämtliche arabischen Abstammungsbäume, Beduinen-Züchter und Importe der letzten 100 Jahre nach Europa und Amerika enthalten sollte. Das Werk war ursprünglich in zwölf Bänden geplant, die in einem Drei-Monats-Rhythmus erscheinen sollten. Für die Vorbereitungen dieses RASWAN-INDEX, noch heute ein wichtiges Nachschlagewerk für Züchter arabischer Pferde, benötigte Carl Raswan noch einmal fünf Jahre. Er wurde umfangreich von seiner Frau Esperanza Raswan unterstützt, die die Schreib- und Korrekturarbeiten übernahm. Letztendlich erschien der RASWAN-INDEX in sieben Bänden zwischen 1957 und 1967, der letzte Ergänzungsband postmortem herausgegeben von Esperanza Raswan.
1955 zog Carl Raswan einige Schlussfolgerungen aus den Erkenntnissen seines bewegten Lebens. So preist er  die Lebensart der Beduinen, der Kinder Ismaels, deren Würde eines Lebens in Freiheit und ihren Ehrenkodex, der die Grundsätze der Menschlichkeit enthält. In einem Schreiben an Flade vom 16. Januar 1965 bezieht sich Carl Raswan auf die Verbundenheit der Menschen aller Länder und deren Bindung zur Natur und sämtlichen Tieren.

### Krankheit und Tod
Im November und Dezember des Jahres 1965 erkrankte Carl Raswan und kam ins Krankenhaus. Wie einem Schreiben an Flade vom 22. Dezember 1965 zu entnehmen ist, wurden bei diesem Aufenthalt auch alte Verletzungen aus dem Ersten Weltkrieg, seiner Aufenthalte in der Wüste Arabiens und eine Nieren-Verletzung untersucht, die Raswan 1934 in der Wiener Straße in Dresden durch die Geheime Staatspolizei der Nazis erlitten hatte. Die Untersuchung ergab, dass die Vernarbung der alten Wunden gut vonstattengegangen war. Raswans Niere, seine Wirbelsäule und die Lunge, die durch Sandstürme während seiner Aufenthalte in der Wüste in Mitleidenschaft gezogen wurde (Silikose), erschienen jedoch behandlungsbedürftig. Raswan erwähnt in dem Schreiben, dass sogar die arabischen Pferde von Lungenbluten betroffen waren, hielten die Sandstürme länger als zwei Tage an. Am 14. Oktober 1966 verstarb Carl Reinhard Raswan plötzlich und unerwartet, vermutlich an den Folgen der Silikose.
Am 14. Januar 1967 kondolierte Prinz Mútab Fawaz as-Shaalan und mit ihm der Stamm der Ruala, die mit Carl Raswan (alias Abd al-Aziz Ibn Radhwan, the Ruala) einen treuen, lieben Freund verloren hatten.

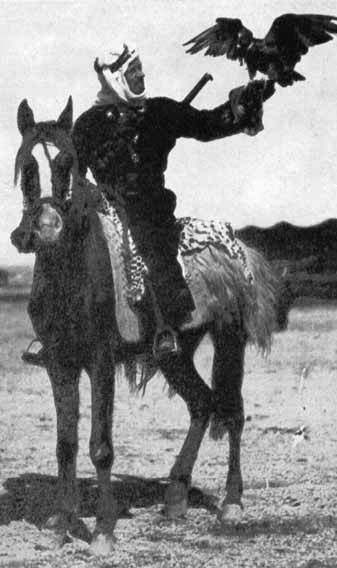
Carl Raswan mit Falken auf einer arabischen Stute im Zeltlager der Ruala-Beduinen. (Foto um 1930)

## Ehen und Nachkommen
- Aus erster Ehe hatte Carl Raswan vier Söhne.
- In zweiter Ehe heiratete er Esperanza, die ihm zwei Töchter (Chela und Beatriz) schenkte. Carl Raswan hatte eine sehr innige Beziehung zu seiner Frau, über die er einmal sagte:

„Sie ist viel mehr als meine bessere Hälfte und aus einem Stoff gemacht, aus dem Engel bestehen.“

## Darstellung Raswans in der bildenden Kunst
- Ernst Dietsch: Beduinenforscher Carl Raswan (Öl)[4]